# The Song of the Soul (film 1918)
The Song of the Soul è un film muto del 1918 diretto da Tom Terriss e interpretato da Alice Joyce e da Percy Standing.

## Trama
Tutto il mondo crolla addosso ad Ann Fenton quando scopre che il marito, che lei ha creduto essere un ricco uomo d'affari, non solo è in realtà un giocatore d'azzardo, ma anche un bigamo, sposato con un'altra donna. I concittadini di Ann la reputano di conseguenza una donna di facili costumi, le tolgono la custodia del figlio Billy affidandolo a un brutale contadino e la cacciano via.
Sette anni più tardi, Ann è sposata con il dottor Evans, un giovane chirurgo che la ama teneramente ma che non è a conoscenza del passato della moglie. Lei, che vuole riprendere il proprio bambino, paga il contadino per riavere Bill. In città, Fenton apre una sala da gioco in un edificio che appartiene a Evans. Il dottore cerca di mandarlo via ma il giocatore ricatta Ann, minacciandola di raccontare tutto al marito se non impedirà lo sfratto. Lei, furiosa, confessa tutto a Evans che le dice che non è sua la colpa di quell'unione illegale. Il medico, forte di quella confessione, manda via con la forza Fenton e poi accoglie tra le sue braccia la moglie e il figliastro.
Critica e trama su Stanford.edu

## Produzione
Il film fu prodotto dalla Vitagraph Company of America

## Distribuzione
Il copyright del film, richiesto dalla Vitagraph Co. of America, fu registrato il 25 febbraio 1918 con il numero LP12108.
Distribuito dalla Greater Vitagraph, il film uscì nelle sale statunitensi il 4 marzo 1918.